# Église Saint-Michel l'Archange de Solliès-Ville
L'église Saint-Michel l'Archange de Solliès-Ville est un édifice religieux médiéval, situé à Solliès-Ville, en France.

## Généralités
L'église est située dans le village de Solliès-Ville, dans le département du Var, en région Provence-Alpes-Côte d'Azur, en France, et fait partie du Diocèse de Fréjus-Toulon.

## Histoire
L'église est construite entre la fin du XIe siècle et le début du XIIe siècle par l’ordre des dominicains, alors que le clocher actuel est construit en 1661.
L'église est classée au titre des monuments historiques par la liste de 1846.

## Architecture
La particularité de l'église revient à ses deux nefs parallèles d'égale largeur et s'étendant sur trois travées. Il en résulte la présence de 2 piliers centraux de 13 mètres de haut sur 1,68 de large et trois types d'arcatures : arc brisés, arcs diagonaux et arc doubleaux. Les proportions intérieures s'inscrivent dans un double carré : l'église est aussi large que haute, et sa longueur est le double de sa largeur (Longueur : 22,76 mètres, largeur : 11,38 mètres, hauteur : 11,80 mètres. 
L'intérêt de la double était de pouvoir célébrer deux offices différents sans empiéter sur l’autre (laïcs et frères jacobins).
L'église est rythmée de hautes fenêtres cintrées ainsi que d'oculi, et possède un grand portail avec triple voussures.

## Mobilier
Parmi le mobilier de l'église, l'orgue figure parmi les plus anciens de France : le buffet a été construit par Antonius Millani en 1499 et est classé à titre objet des monuments historiques en 1905.
Deux statues, représentant Saint Loup et Sainte Anne, respectivement du XVIIe siècle et XVIIIe siècle, ont elles été inscrites à titre objet en 1984

## Galerie

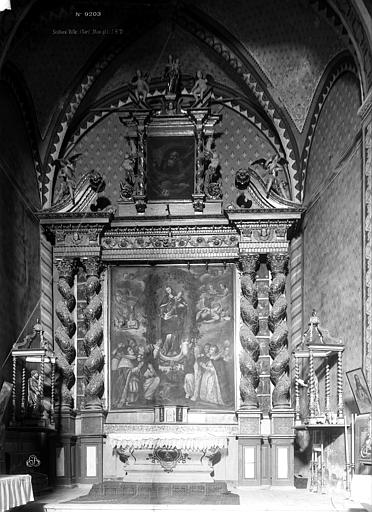
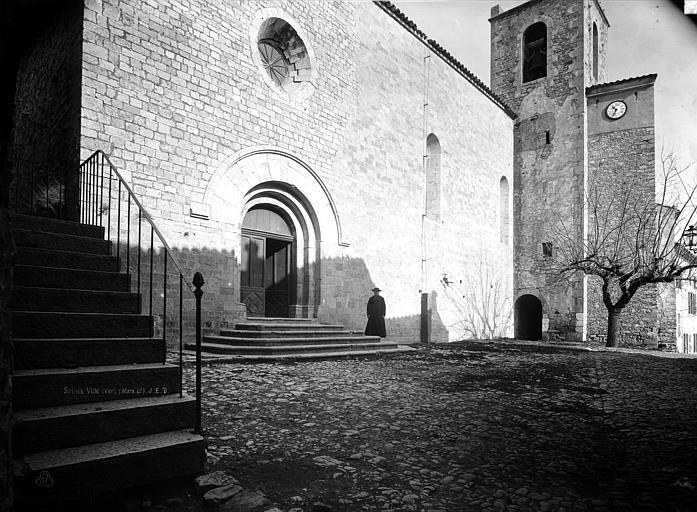
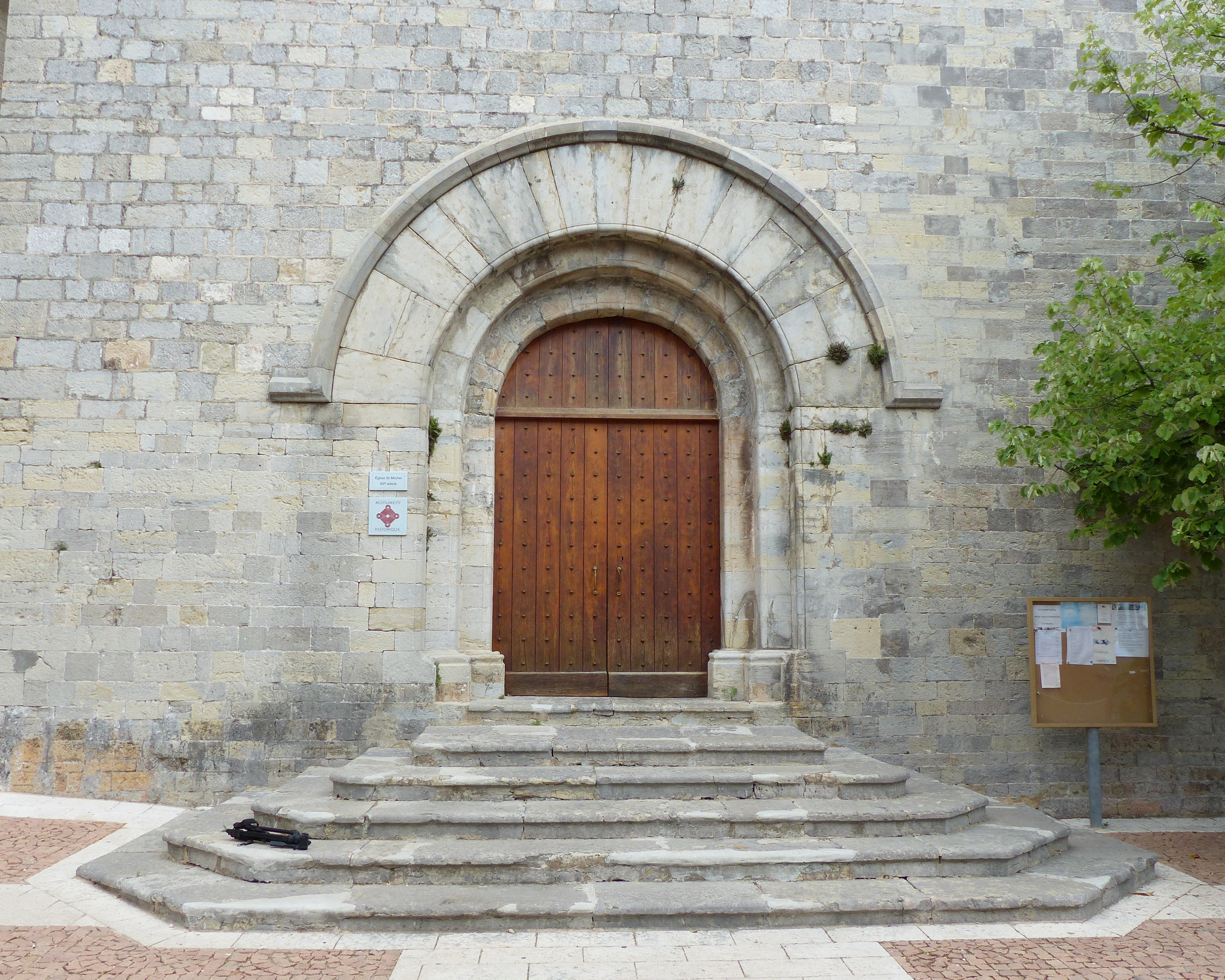